# Semiothisa sinotibetaria
Semiothisa sinotibetaria là một loài bướm đêm trong họ Geometridae.